# FK Mornar Bar
FK Mornar Bar ist ein montenegrinischer Fußballverein aus Bar, der 1923 gegründet wurde.

## Geschichte (ab 2009)
2009 stieg der Klub erstmals in die höchste Fußballliga Montenegros, die Prva Crnogorska Liga auf. 2010 sicherte er sich den Klassenerhalt durch einen Sieg in der Relegation gegen Bratstvo Cijevna. Im Jahr darauf scheiterte er als Zehntplatzierter in der Relegation und stieg wieder in die zweitklassige Druga Crnogorska Liga ab. Ein Jahr später stieg der Verein nach einem zweiten Platz in der Druga Crnogorska Liga und zwei Siegen in der Relegation gegen FK Berane wieder in die Erstklassigkeit auf und konnte sich dort vier Jahre lang halten, bis 2016 als Tabellenletzter der erneute Gang in die zweite Liga anstand.
Nach vier Jahren in der Zweitklassigkeit, unterbrochen von einem einjährigen Intermezzo 2018/19, glückte 2021 als Meister der Druga Liga die Rückkehr in die erste Liga. Nach zwei Spielzeiten im Mittelfeld gelang 2023/24 als Zweiter das Erreichen der 1. Qualifikationsrunde der UEFA Conference League.

## Europapokalbilanz
| Saison  | Wettbewerb             | Runde                  | Gegner           | Gesamt          | Hin     | Rück          |
| ------- | ---------------------- | ---------------------- | ---------------- | --------------- | ------- | ------------- |
| 2024/25 | UEFA Conference League | 1. Qualifikationsrunde | FC Dinamo Tiflis | 3:2             | 2:1 (H) | 1:1 (A)       |
| 2024/25 | UEFA Conference League | 2. Qualifikationsrunde | FK Radnički 1923 | 2:2 (4:3 i. E.) | 0:1 (A) | 2:1 n. V. (H) |
| 2024/25 | UEFA Conference League | 3. Qualifikationsrunde | Paksi FC         | 2:5             | 0:3 (A) | 2:2 (H)       |

Gesamtbilanz: 6 Spiele, 2 Siege, 2 Unentschieden, 2 Niederlagen, 7:9 Tore (Tordifferenz −2)

## Ehem. Spieler
- Mitar Novaković (1998–1999)
- Nikola Žigić (2001–2002)